# Пастухово (Калінінградська область)
Пастухово (рос. Пастухово) — селище Черняховського району, Калінінградської області Росії. Входить до складу Свободненського сільського поселення.
Населення —  20 осіб (2015 рік). 

## Населення
| 2002 | 2010 |
| ---- | ---- |
| 23   | ↘20  |